# Рыбак, Юрий Яковлевич
Ю́рий Я́ковлевич Рыба́к (род. 6 марта 1979, Дзержинск, Минская область) — белорусский самбист и дзюдоист, выступает за сборные Белоруссии по этим видам спорта с конца 1990-х годов. Многократный чемпион Европы и мира по спортивному самбо, победитель многих турниров республиканского и международного значения. По дзюдо серебряный и бронзовый призёр чемпионатов мира, бронзовый призёр чемпионата Европы, участник двух летних Олимпийских игр. На соревнованиях представляет Минскую область. Заслуженный мастер спорта Республики Беларусь.

## Биография
Юрий Рыбак родился 6 марта 1979 года в городе Дзержинске Минской области. Активно заниматься борьбой самбо начал в раннем детстве, проходил подготовку под руководством тренера Чиназа Темирова, позже тренировался у главного тренера сборной Беларуси по самбо Вячеслава Кота. Состоял в минском областном спортивном обществе «Динамо».
По дзюдо первого серьёзного успеха добился ещё в 1998 году, когда одержал победу на турнире класса «А» в Минске. На международном уровне впервые заявил о себе в 2003 году, когда завоевал бронзовую медаль на чемпионате Европы в немецком Дюссельдорфе. Одновременно с этим стал чемпионом мира по спортивному самбо, выиграв соревнования в Санкт-Петербурге. Благодаря череде удачных выступлений удостоился права защищать честь страны на летних Олимпийских играх 2004 года в Афинах — дошёл в тяжёлой весовой категории до стадии четвертьфиналов, где потерпел поражение от японца Кэйдзи Судзуки, ставшего в итоге олимпийским чемпионом. В борьбе за третье место проиграл немцу Андреасу Тёльцеру.
В 2005 году Рыбак побывал на мировом первенстве по дзюдо в Каире, откуда привёз награду бронзового достоинства, выигранную в абсолютной весовой категории. Год спустя взял бронзу на чемпионате мира по самбо в Софии, ещё через год на аналогичных соревнованиях в Праге занял первое место. Также в 2007 году выступил на чемпионате мира по дзюдо в Рио-де-Жанейро, где в абсолютной весовой категории сумел дойти до финала, проиграв в решающем матче представителю Японии Ясуюки Мунэте. Будучи одним из лидеров белорусской национальной сборной по дзюдо, благополучно прошёл квалификацию на Олимпийские игры 2008 года в Пекине, тем не менее, выбыл из борьбы за медали уже после второго поединка. Кроме того, в этом же сезоне на мировом первенстве по самбо в Санкт-Петербурге получил серебряную медаль.
После двух Олимпиад Юрий Рыбак остался в основном составе национальной сборной Белоруссии и продолжил принимать участие в крупнейших международных турнирах, ходя дзюдо стал уделять меньше внимания, сконцентрировав усилия на самбо. Так, в 2009 году по самбо он выиграл чемпионат Европы в Милане и удостоился серебра на чемпионате мира в Салониках, уступив в решающем поединке россиянину Виталию Минакову. В следующем сезоне одержал победу на домашнем европейском первенстве в Минске и вновь был финалистом мирового первенства — на турнире в Вильнюсе в решающем поединке вновь встретился с Минаковым и снова проиграл ему. В 2012 году в Минске одолел всех соперников и вернул себе чемпионское звание.
В 2013 году Рыбак добавил в послужной список бронзу с чемпионата Европы по самбо, прошедшего в итальянском городе Крема. Затем в 2014 году добыл серебро на первенстве Европы в Бухаресте и бронзу на первенстве мира в Нарите. Помимо чемпионатов Европы и мира является также победителем многих других турниров, в том числе республиканских и кубковых первенств. За выдающиеся спортивные достижения удостоен почётного звания «Заслуженный мастер спорта Республики Беларусь» (2008).

## Политические взгляды
Подписал открытое письмо спортивных деятелей страны, выступающих за действующую власть Беларуси после жестких подавлений народных протестов в 2020 году.